# Che Guevara
Ernesto »Che« Guevara, revolucionar argentinskega rodu, * 14. junij 1928, Rosario, Argentina, † 9. oktober 1967, La Higuera (Igueras), Santa Cruz, Bolivija.
Velja za pomembno osebnost kubanske revolucije, njegova stilizirana podoba je postala vseprisoten protikulturni simbol upora in globalne oznake v popularni kulturi.
Kot mlad študent medicine je Che Guevara potoval po vsej Južni Ameriki in je postal radikaliziran zaradi revščine, lakote in bolezni, ki jim je bil priča. Njegova rastoča želja, da bi pomagal razveljaviti tisto, kar je videl kot kapitalistično izkoriščanje Latinske Amerike s strani Združenih držav, je spodbudila njegovo vpletenost v družbene reforme Gvatemale pod predsednikom Jacobom Árbenzom, čigar končni padec s podporo Cie po naročilu United Fruit Company je utrdilo Che Guevarino politično komunistično ideologijo. Kasneje v Mexico Cityju je Che Guevara spoznal Raúla in Fidela Castra ter se 26. julija pridružil njihovemu Gibanju in odplul na Kubo z jahto Granma z namenom izvesti državni udar in s tem odstraniti kubanskega predsednika, ki so ga podpirale ZDA. Che Guevara je kmalu postal pomemben med uporniki, bil premeščen v drugega poveljnika in igral ključno vlogo v dveletni gverilski kampanji, ki je odstranila Batistov režim.     
Po kubanski revoluciji in uveljavitvi komunizma je Che Guevara opravljal številne ključne vloge v novi vladi. Ti so vključevali pregled pritožb in množične usmrtitve za tiste, ki so bili obsojeni kot vojni zločinci med revolucionarnimi sodišči, uvedbo agrarne zemljiške reforme kot ministra za industrijo, pomoč pri vodenju uspešne kampanje za opismenjevanje po vsej državi, ki je bil predsednik nacionalne banke in direktor inštrukcije za kubansko oboroženih sil in prepotuje svet kot diplomat v imenu kubanskega socializma. Takšni položaji so mu omogočili tudi osrednjo vlogo pri usposabljanju milic, ki so odvrnile invazijo na Zaliv prašičev, in pripeljali sovjetske balistične rakete z jedrskim orožjem na Kubo, kar je bilo pred kubansko krizo leta 1962. Poleg tega je bil Che Guevara veliki pisatelj dnevnika, ki je sestavil pomemben priročnik za gverilsko vojskovanje, skupaj z najbolje prodajanimi spomini o svojem mladostnem kontinentalnem potovanju z motorjem. Njegove izkušnje in preučevanje marksistično-leninistične ideologije so ga pripeljale do tega, da je trdil, da sta bila nerazvitost in odvisnost tretjega sveta bistvena posledica imperializma, neokolonializma in monopolnega kapitalizma, pri čemer sta edino zdravilo proletarski internacionalizem in svetovna revolucija. Che Guevara je leta 1965 zapustil Kubo, da bi spodbudil celinske revolucije v Afriki in Južni Ameriki, najprej neuspešno v Kongu-Kinšasi in kasneje v Boliviji, kjer so ga oktobra 1967 ujele bolivijske sile, ki jim je pomagala CIA, in ga po hitrem postopku sojenja usmrtile.
Che Guevara ostaja tako spoštovana kot tudi obsojena in kritizirana zgodovinska osebnost, polarizirana v kolektivni domišljiji v številnih biografijah, spominih, esejih, dokumentarnih filmih, pesmih in filmih. Kot rezultat njegovega zaznanega mučeništva, pesniških pozivov k razrednemu boju in želje po ustvarjanju zavesti "novega človeka", ki ga poganjajo moralne in ne materialne spodbude, se je Che Guevara razvil v bistveno ikono različnih levičarskih gibanj. Kljub nesoglasjem glede njegove zapuščine ga je revija Time imenovala za enega od 100 najvplivnejših ljudi 20. stoletja.

## Življenjepis

### Otroštvo
Ernesto Guevara je bil rojen 14. junija 1928 v argentinskem mestu Rosario v družini arhitekta Ernesta Guevare Lyncha. Z izjemo krhkega zdravja je mladost malega Ernesta potekala brez tegob. Kot stalna senca pa ga je vse življenje spremljala in dušila astma. Prvi napad je dobil pri nekaj manj kot dveh letih, ko ga je mati peljala na kopanje v bližnji bazen. Mali Guevara se je boril proti bolezni: da bi organizem oborožil z zadostno mero energije za boj proti njej, se je ukvarjal s športom.
Ko je imel dve leti, so se starši preselili v Buenos Aires. Tamkajšnje neprijetno, vlažno in hladno podnebje je še bolj dušilo malega Ernesta. Astma ga je napadala vsak dan. Po nasvetu zdravnikov se je družina preselila v Córdobo, veliko središče v notranjosti Argentine - v upanju, da bo njihov prvorojenec v tem podnebju laže prenašal bolezen, ki ga je dušila.
V tem času se je tudi začelo njegovo prijateljstvo z Albertom Granadom. Seznanila sta se preko Tomasa Granadosa, mlajšega Albertovega brata, ki je bil Ernestov sošolec. Naglo sta se spoprijateljila in postala nerazdružljiva prijatelja. Alberto je že hodil na univerzo v Cordobi, Ernesto Guevara pa je bil še srednješolec. Po neki študentski stavki, protestu proti peronističnim metodam pritiska na akademsko svobodo, so zaprli Alberta Granadosa. Mlajši brat Tomas mu je vsak dan nosil hrano v zapor. Nekega dne je peljal s seboj tudi prijatelja Guevaro. Alberto ju je nagovarjal, da bi tudi oni nekaj storili, da bi tudi dijaki šli na ulice Cordobe protestirat proti zapiranju študentov in tako pomagali svojim starejšim tovarišem.
Družina pa ni spodbujala njegovih revolucionarnih idej. Mati je bila nežna in hkrati stroga. Bdela je nad njegovim zdravjem, bala se je, da ga astma ne bi strla, obenem pa se je nagibala k partiarhalni, tradicionalni vzgoji. Dedje po očetovi strani so bili uporniki in pustolovci. Po tej strani je Ernesto dobil tudi nekaj irske krvi.
V puberteti sta se v Ernestovem značaju prepletali dve črti: bil je sramežljiv in vase zaprt, hkrati pa je bil drzen in pogumen, predvsem takrat, ko je bil s prijatelji in kadar se je bilo treba postaviti. Sramoval se je, ko bi se moral seznaniti s kakšnim dekletom. Njihovi družbi se je izogibal. Nežno in sramežljivo je ljubil Chichino Fereire, svojo prvo ljubezen. Med uro književnosti je polemiziral s profesorjem. Sam je peš ali na kolesu obredel pol Argentine, ker je želel spoznati ljudi in jezera svoje domovine, okusiti duh pamp in videti neobrzdani galop gauchov. Iskal je sebe, smisel življenja, cilj gneva in pripravljenosti na boj, ki se je nabiral v njem.
Argentina mu je postala tesna. Želel je spoznati Latinsko Ameriko, svojo širšo domovino. Malo pred tem se je Ernestova družina preselila v Buenos Aires, kjer se je Guevara na splošno presenečenje družine vpisal na medicinsko fakulteto. Vsi so pričakovali, da bo zaplul v tehnične vode, ker so vedeli za njegovo ljubezen do naravoslovja, matematike in šaha. Alberto Granados je ostal v Cordobi, pravzaprav v nekem kraju še bolj proti jugu, kot diplomiran biokemik. Dobil je službo v neki bolnišnici za gobavce. Želel se je namreč posvetiti boju proti gobavosti, zato je živel in delal v tem osamljenem kraju, 200 km oddaljenem od Cordobe. Kadarkoli je imel nekaj prostih dni, je Ernesto prihajal k njemu na obisk. Tukaj sta skovala načrt o velikem popotovanju proti severu. Guevara je prekinil študij, ker je hotel z Granadosom prepotovati čim več Latinske Amerike, da bi proučil razširjenost gobavosti, metode zdravljenja in socialne razmere, iz katerih nastaja.
To pa ni bil njun edini cilj. Ernesto se je kot dijak in študent že udejstvoval v boju proti Peronu. Čedalje bolj se je seznanjal s knjigami o socialističnih idejah, spoznal je Marxa in Lenina, bral je perujskega publicista Mariateguija, verjetno najpomembnejšega avtohtonega latinskoameriškega marksista v času med dvema vojnama. Ernesto je sodil, da boja proti peronizmu ne bi smeli omejiti na Argentino, ampak da je treba v obsegu cele Latinske Amerike začeti bojni pohod proti bedi, zaostalosti, odvisnosti in diktaturam. Bil je prepričan, da je to pot, ki zanesljivo drži tudi do strmoglavljenja peronističnega režima v Argentini. Zato je Guevara želel, da bi z Albertom Granadosom prepotoval čim več latinskoameriških držav, da bi se seznanil z razmerami v teh državah in si razširil obzorje.

### Vrnitev domov
Guevara je zapustil Granadosa v Caracasu. Dogovorila sta se, da se bo Ernesto po diplomi vrnil in se zaposlil v istem laboratoriju, v katerem je že delal Granados. Posrečilo se mu je sesti na letalo, ki je prevažalo dirkalne konje v Miami, od tam pa se je vrnil v Buenos Aires. Po nekaj dneh v Miamiju, je Guevara srečno prišel domov. Enajst zaostalih izpitov je opravil sorazmerno hitro - v manj kot letu dni. Marca 1953 je bil Ernesto Guevara že doktor medicine z diplomo medicinske fakultete v Buenos Airesu in z vojaškim pozivom v žepu. Ko je odslužil vojsko, je zopet pripravil kovčke, ker ga je vlekla obljuba, da se vrne h Granadosu v Caracas. Še vedno je jemal resno medicino v prepričanju, da je prav boj proti gobavosti to, kar si želi delati v življenju. Sedel je na vlak za Bolivijo in po štirih dneh prispel v La Paz. Tam je ostal nekaj dni in se seznanil s težavami, s katerimi se je po zmagi borila nacionalna revolucija.

### Spogledovanje z revolucijo
Zaradi nacionalizacije rudnikov in agrarne reforme se je večal zunanji pritisk. Guevara je odpotoval iz Bolivije prepričan, da mora biti revolucija korenitejša, če želi zares zmagati. Čim prej je hotel priti v Venezuelo, kjer ga je čakal prijatelj. Čez jezero Titikaka in Peru je Ernesto prispel v Ekvadorsko pristanišče Guayaquil, ker je hotel vsaj nekaj dni preživeti tudi v tej mali in revni državi. Tukaj je srečal argentinskega advokata Ricarda Roco, antiperonističnega političnega begunca, ki ga je na hitro prepričal, da bo prijatelj v Venezueli že zmogel sam in da naj se rajši poda z njim v Gvatemalo, kjer se odvija prava revolucija in bi Árbenzu prav prišla pomoč. Ernestu se je končno uresničila želja, da bi sodeloval pri revoluciji, zato take ponudbe seveda ni mogel izpustiti iz rok.
Ernesto je prišel v Gvatemalo peš. Prispel je iz Paname, kjer se je preživljal kot nosač. Prehodil je celo Srednjo Ameriko. Najprej je hotel delati kot zdravnik v odročnih krajih Gvatemale in zdraviti gobavost. Toda to se mu ni posrečilo, ker mu niso priznali neoverjene diplome iz Buenos Airesa. Nekaj časa je Guevara pomagal v eni izmed bolnišnic v glavnem mestu Ciudad de Guatemala. Tam se je spoprijateljil s skupino Kubancev, ki so tako kot on prišli pomagat Arbenzu. Od njih je prvič slišal o Fidelu Castru in njegovih načrtih.
Sredi vsega tega revolucionarnega vrenja je spoznal tudi prikupno Perujko Hildo Galea, ki je kot prepričana levičarka prav tako prišla v Gvatemalo pomagat revoluciji, ter se z njo spoprijateljil in poročil.
Toda Arbenzov konec je prišel hitreje kot so pričakovali oziroma je bil strt preden je lahko Guevara aktivno sodeloval v revoluciji. Hotel je namreč s puško na fronto v skupini tovarišev pa jim to ni uspelo. Trditve da je aktivneje sodeloval pri gvatemalski revoluciji in pri njeni obrambi ter da je izvajal agrarno reformo v Gvatemali, niso točne in jih je tudi sam zanikal. Po zlomu Arbenzovega režima je Guevara še nekaj časa ostal v Gvatemali, toda kmalu je bil prisiljen, da pobegne.

### Fidel Castro inKubanska revolucija
Privlačila ga je Mehika, prav tako pa Fidel Castro o katerem je slišal govoriti. Podal se je torej tja, zopet peš, in se takoj po prihodu povezal s prijatelji Kubanci iz Gvatemale. Seznanili so ga z Raúlom Castrom, Fidelovim mlajšim bratom, s katerim se je takoj spoprijateljil. Na začetku bivanja v Mehiki je uredil vtise doživljanja revolucije v Gvatemali, ki je, kot je kasneje sam govoril, nanj odločilno vplivala. Prav ta izkustva so namreč postala most za politično združevanje s skupino Kubancev, ki so v Mehiki pripravljali invazijo na Kubo in organizirali začetek oboroženega boja proti Batisti. In tako se je decembra 1953 zgodilo za Ernesta odločilno srečanje: Raul ga je zvečer peljal na sestanek, da bi ga seznanil z bratom Fidelom Castrom, s katerim sta se nato pogovarjala osem ur brez prekinitve. Castro mu je pripovedoval o stanju na Kubi in o njegovem načrtu za izkrcanje osemdesetih gverilcev, ki bi tvorili revolucionarno jedro na Sierra Maestri. Guevaro je povabil zraven kot zdravnika ekspedicije. Ernesto je seveda pristal. 
Tukaj je Ernesto Guevara dobil svoj vzdevek, po katerem je postal poznan. V argentinskem narečju španskega jezika je »che« zelo pogosta beseda, ki približno pomeni »ej, ti« ali pa se uporablja kar kot mašilo. Guevara jo je pogosto uporabljal tudi, ko je bil že v Mehiki, kjer pa se sploh ne uporablja, razen za označevanje Argentincev. Nekdo iz skupine kubanskih revolucionarjev mu je tako nekega dne preprosto nadel vzdevek »El Che«, katerega je obdržal in se od takrat naprej podpisoval z njim celo na vseh uradnih listinah.
Priprave na ekspedicijo so trajale več kot leto dni in Che se je takoj zelo resno vključil vanje. Morali so zbrati denar, preskrbeti ladjico za prevoz na Kubo, nabaviti orožje in se naučiti vojaške veščine gverilskega vojskovanja. Slednjega so se naučili pri generalu Albertu Bayu, španskemu borcu in revolucionarju. Chejev vtis po prvih urah je bil, da imajo precej upanja v zmago, čeprav je bil ob vstopu v Castrovo skupino še dokaj skeptičen. K sodelovanju so ga pritegnili simpatija do Castra, želja po nadaljevanju revolucionarnega boja iz Gvatemale in idealistična ideja revolucije, za katero bi bilo po njegovem mnenju vredno tudi umreti.
Prva večja težava za Castrovo skupino je nastala, ko je Batista izvedel za vojaške priprave na mehiškem ranču. Od mehiških oblasti je izposloval aretacijo Castra in večine njegovih pristašev. Glede na malodušnost, ki so jo porojevale dane razmere je Guevara celo predlagal Castru, da bi zapustil ekspedicijo, da Kubancem ne bi delal nepotrebnih težav. Predlagal je, da bi prispeval k revoluciji v okviru kakšne druge dežele, ampak Fidel je to odločno zavrgel. To Fidelovo stališče, njegova stroga zvestoba tovarišem in prijateljstvu, se je kasneje izkazalo za enega vodilnih razlogov za »fanatično vdanost« voditelju. Od prvega dne poznanstva je bilo med Castrom in Guevaro sklenjeno trdno prijateljstvo dveh neodvisnih, močnih osebnosti. Predvsem ju je povezoval svet njunih idej, sožitje misli in prizadevanj, trdna odločnost, iti v boj, v oborožen pohod latinskoameriške revolucije. In prva etapa bi morala biti Kuba. Che je torej takoj sprejel in priznal Fidela kot prvega med enakimi. Do svoje smrti je Castra priznaval kot nespornega voditelja. Tudi v trenutkih, ko je prišlo do morebitnih nesoglasij med njima, jih je znal Guevara zgladiti tako, da Castru nikoli ni odrekal primata voditelja.
Ko so zvedeli, da se je mednje vrinil vohun in da jim Batista nastavlja past, so pospešili priprave za odhod. Kaj kmalu se je skupina preselila v mehiško pristanišče Tuxpan, kjer je bila ob nekem opuščenem pomolu privezana majhna jahta Granma. Njeni motorji so bili pojačani, da bi lahko hitreje plula. Paluba jahte je bila nagnetena z orožjem, strelivom, zdravili in hrano. Ob dveh ponoči, 25. novembra 1956, je Granma izplula iz Tuxpana proti jugovzhodni obali Kube.
Že od malih nog je imel Ernesto Guevara navado pisati dnevnik. Vestno in natančno si je zapisoval vse dogodke in razmišljanja. Tej navadi se ni nikoli izneveril, čeprav so se mnogi njegovi dnevniki izgubili. Po zaslugi teh izpisanih stvari, je Che postal eden izmed najverodostojnejših kronistov kubanske revolucije, posebej še, ker je v njej odigral glavno vlogo. V svoj dnevnik je pisal vse, kar je videl, vse kar se je dogajalo in vse, kar je o dogajanju razmišljal. To mu je po zmagi nad Batisto omogočilo, da je v celi vrsti spominov, člankov in intervjujev, predvsem pa v svojih knjigah natanko opisal razvoj kubanske revolucije, njene poraze in zmage, zmote in resnice o Castrovi borbi, da je bil ne samo zgodovinsko natančen zapisnikar, ampak da je tudi posplošil nekatere glavne izkušnje s Sierra Maestre. 
Batistov štab je imel zelo dobro mrežo informatorjev, tako da so Castra in njegove prijatelje že takoj ob izkrcanju, zjutraj 2. decembra 1956, napadli s strojnicami iz letal. Batista je vsem svojim enotam pošiljal ukaze, da naj Castra in njegovo oboroženo skupino pri priči uničijo. Guerilleri so se podali na marš proti Sierri Maestri. Ena izmed prvih revolucionarnih nalog Che Guevare kot zdravnika ekspedicije je bila, da je zdravil ranjene in ožuljene noge tovarišev. Deset dni po odhodu iz Mehike je skupina dosegla kraj Allegria de Pio, kjer so se zaradi izmučenosti odločili za kratek predah, kar se je že v nekaj urah izkazalo za napako: krajevni vodnik, agent, jih je pripeljal v past. V tem spopadu je bil Che hudo ranjen v prsi in vrat. Obležal je, prepričan da se poslavlja od življenja, toda približal se mu je Juan Almeida, eden izmed voditeljev ekspedicije, ter mu pomagal da se je iz ognjenega obroča prebil do bližnjega gozdička, kjer je Fidel zbiral preživele tovariše. Kubanska revolucija se je začela s porazom. Nekaj dni po tem spopadu so revolucionarji končno prišli v osrčje Sierra Maestre. Zbirali so moči in se pripravljali na dolgo in težko borbo, ki jih je čakala. Castrova ekspedicija je bila zdesetkana in je sedaj štela samo še dvaindvajset mož. Šele čez mesec in pol so se odločili za prvo ofenzivno akcijo, za napad na malo garnizijo La Plata. 17. januarja 1957 se je začel preobrat. Prišlo je sicer res le do spopada med patruljami, ampak ta akcija je imela močen simbolen pomen, ki je vlival pogum za naprej. Castrova zmaga je odmevala po vsej okolici in celi Kubi: začela je pritekati pomoč od organizacije »26. julija«. Začel se je dolg in vztrajen boj za zmago kubanske revolucije, ki je trajala polni dve leti. Sredi marca 1957 je prispela prva skupina novih borcev in do poletja se je zbralo že sto guerillerov, tako da so bili organizirani v dveh enotah, katerim sta poveljevala Fidel Castro in Che Guevara. Kmalu zatem je Castro v središču Sierra Maestre ustanovil majhno svobodno ozemlje, Guevara pa je montiral radijsko postajo »Radio Rebelde«, ki so jo poslali simpatizerji iz Havane. Začeli so tudi tiskati svoj časopis El cubano libre. Po množici ostrih bojev in z vedno večjo podporo Kubancev, se je poleti 1958 revolucija bližala končnemu uspehu. 
31. avgusta je Che s svojim oddelkom odšel s Sierre Maestre v osrednji del Kube. S sto dvajsetimi borci je krenil v veliko ofenzivo. Počasi, peš je napredoval skozi južni obalni pas, se prebijal skozi pokrajino Camaguey in prišel do gora Escambraya. Med stalnimi borbami in uničevanjem sovražnih prometnih zvez je Che konec novembra prispel v pokrajino Las Villas. Glavni boji so se bili ob »carreteri central«, asfaltirani cesti, ki je osrednja prometna arterija otoka. Gverilski udarci in politična izolacija so povzročili dokončno krizo režima, še posebej, ker so v teh zadnjih mesecih Batisti odrekli pomoč tudi Američani. Decembra je bil Batistov režim v popolnem razsulu. Che Guevara je uspeh zaokrožil še z zadnjim udarcem, 29. decembra 1958, ko je napadel Santa Claro, sedež pokrajine Las Villas. Ta bitka je zapisana v zgodovini Kube kot najvažnejša vojaška zmaga Che Guevare in vsekakor kot eden izmed najpomembnejših vojaških uspehov celotne kubanske revolucije. Trajala je dva dni in dve noči. Njen zmagoviti konec, prenehanje slehernega upora sil diktature, je bil tudi neposreden uvod v dokončni padec Batiste. 1. januarja 1959, je osovraženi diktator z letalom zbežal z otoka, naslednjega dne pa je Che Guevara s Camiliom Cienfuegosom in vsemi vojaki vkorakal v Havano.

### Vzpostavljanje novega sistema
To so bili dnevi praznovanja, a tudi skrbi. V senci se je začela nova večmesečna bitka za oblast. Kubanci so slavili Fidela Castra in bradate gverilce, medtem ko so politiki starega kova, ki so sicer podpirali spremembe, ne pa tudi revolucije, ter Američani razmišljali kako bi »barbude« revolucionarje izigrali. Castro je tako storil vse, da bi obdržal nadzor in moč nad glavnima vzvodoma vodenja, nad vojaško oblastjo in nad politično podporo množic. Z zmagovalne tribune je Guevara neposredno prevzel poveljstvo nad trdnjavo »Cabana« v srcu Havane. In tako je dolgolas, z brki in brado, v zeleno – olivnati uniformi in s pištolo okrog pasu (prišel je takorekoč direktno iz vojaškega poligona v mesto) tihi in energični Che organiziral vojaško oblast na Kubi. Najzvestejši Castrovi sobojevniki pa so pomagali pri nadzoru drugih vojaških točk po celotnem kubanskem ozemlju. Od prvega dne prevzema trdnjave je Guevara nekaj mesecev vlagal vso svojo energijo v izgradnjo okostja in hrbtenice nove armade. Prav tako kot Castro se je zavedal, da je od okrepitve te sile odvisna zmaga ali poraz revolucije. V znak priznanja za vse kar je naredil in dosegel, so Guevaro 9. februarja 1959 razglasili za »kubanskega državljana od rojstva«. Vse do poletja, oziroma do prvih ameriških pritiskov, je Che bival v »Cabani« in zrasel v eno najvplivnejših osebnosti v Castrovem političnem vrhu. 
Brž ko je Castro dobil bitko s starimi politiki in kolikor toliko utrdil oblast, je poslal Guevaro na najbolj vročo točko tistega trenutka v politiki. Zaupal mu je izvajanje agrarne reforme in organiziranje kubanskega gospodarstva. Zavedal se je namreč, da mora ohraniti popolno podporo množic, to pa je bilo mogoče doseči samo z dokazi o izvajanju revolucionarnega programa. Fidel je vodil ustanovo, ki je delila latifundije, delila zemljo campesinom (majhnim kmetom) ter ustanavljala kubanske zadruge, Ernesto pa je bil njegova desna roka. Jeseni leta 1959 je Castro zaupal Cheju oddelek za industrijo v okvirih inštituta za agrarno reformo, ki je bil dejansko ekonomski štab Castrovega režima.
Che je sam pripovedoval, kako se je popolnoma po naključju znašel v ekonomskih vodah. Na neki seji vlade je Castro glasno vprašal svoje najožje sodelavce, kdo je ekonomist. Che je dvignil roko, ker je razumel vprašanje kot »kdo je komunist«. Ko je Castro videl, da je dvignil roko, je nekoliko začudeno poslal Guevaro za direktorja narodne banke, da bi od tam krepil kubansko gospodarstvo, ki je že močno občutilo ameriški pritisk, začetek blokade.
V teh mesecih je Che vodil delegacijo v tujino, da bi razširil gospodarske stike Kube, ki so bili nujno potrebni, da bi se uprla ameriškemu pritisku in da bi kupil orožje. Ob tej priložnosti je obiskal tudi Jugoslavijo in takrat je imel tovariš Djuka Julius tudi priložnost, da se pogovori z Guevaro in ga intervjuva za »Politiko«, enega takratnih vodilnih časopisov v državi. Med drugim je kubanski reformist takrat izjavil: »Kuba bo vodila do ZDA tako politiko, kakršno bodo ZDA vodile do Kube.« Po njegovem mnenju je bila osnova za normalizacijo odnosov ameriško sprejemanje kubanske revolucije kot zgodovinskega dejstva in njene pravice, da na Kubi izvaja tiste spremembe v družbeni strukturi, ki lahko koristijo delovnim množicam. Za Kubo je bilo pomembno imeti dobre odnose z ZDA, a še bolj od tega je bila pomembna njena neodvisnost. Obtoževal je ameriški tisk, ki naj bi metal črno luč na Kubo in sodil, da bo Kuba velik vzor »zelenemu kontinentu«, in to predvsem zaradi svoje odločnosti pri obrambi neodvisnosti in zaradi svoje notranje usmeritve, ki je težila k revolucionarnim spremembam. Med temi je Guevara poudarjal predvsem agrarno reformo v duhu slogana »boj za pravice tistih, ki sami obdelujejo zemljo«. Vlada naj bi izvedla nacionalizacijo določenih panog, da bi Kuba s prodajo sladkorja zaslužila devize za lastno industrializacijo, ki bi morala postati temelj za dviganje življenjske ravni Kubancev.
Po tem prvem diplomatskem odposlanstvu, je Guevara večkrat zastopal Castra. Veliko je potoval in postal takorekoč »zunanjepolitični topničar« nove Kube. V tem času je Sovjetska zveza izrazila pripravljenost, da bo pomagala Kubi, predvsem v ekonomskem pogledu, tem bolj, ker so Američani že začeli z vsemi sredstvi pritiskati na Castra. In planiranje lastne industrializacije se mu je tako zdel uresničljiv cilj. 
Ko je Kuba v odgovor na ameriško politiko gospodarske dušitve leta 1960 v več korakih nacionalizirala ameriško imetje in s tem prevzela ključne gospodarske panoge, je ustvarila temelje za socialistično usmeritev. Castro se je torej odločil, da bo ustanovil ministrstvo za industrijo. To se je zgodilo februarja 1960, ko je Guevaro imenoval za šefa novega ministrstva. Guerillero je tako postal minister. Tako je bil skozi različne funkcije Ernesto Guevara skoraj pet let vodilni mož kubanskega gospodarstva in je oblikoval gospodarsko miselnost otoka. Ameriška blokada po revolucionarni zmagi je konkretno pomenila, da so ZDA prenehale kupovati in uvažati sladkor in da Venezuela ni več pošiljala petroleja. Eisenhower je skušal Castra spraviti na kolena, Hruščov pa mu je nudil pomoč. Še vedno pa je ostajalo odprto vprašanje, kako naj Kuba orientira svoje gospodarstvo v teh novih pogojih. Prej je bila namreč ves čas monokulturno usmerjena v sladkor. Otok je bil skorajda nekakšna ogromna ameriška plantaža sladkornega trsa. Guevara je tu storil usodno napako: prišel je na idejo, da se je te monokulturne usmerjenosti treba znebiti, ker naj bi prinašala odvisnost in je začel razbijati velike obdelovalne površine na manjše enote, na katerih se je namesto trsa začelo gojiti krompir in riž. Ta zabloda je bila prava »romantična faza« revolucije in Kuba je za njo drago plačala. Sladkorni trs je rastlina, ki je v danih geografskih pogojih dejansko najbolje uspevala, in ni bil tam brez razloga, na kar Che ni pomislil. Cene sladkorja na svetovnem trgu so tako skokovito poskočile in Kuba ga ni imela dovolj za izvoz. Leta 1963 je Castro uvidel da je bila dotedanja usmeritev napačna. Hotel se je vrniti k sladkorju, še posebej, ko so mu v Moskvi obljubili fiksni odkup po vnaprej določeni ceni. Che se je moral strinjati, ker je videl da bo drugače Kuba doživela popoln propad, a je še naprej sanjal o svojih tovarnah, medtem ko se je Castro postavil na trdna tla. Che Guevara se je vztrajno in požrtvovalno boril za novo politiko in je bil zmeraj eden tistih politikov, ki so vsako leto več tednov preživeli med trsjem in je s svojo mačeto dajal osebni zgled. Osebni zgled je bilo namreč njegovo načelo pri vseh stvareh. Njegovo glavno vodilo, ki ga je zahteval na več svojih nastopih pa: več dela, manj zabave. Hotel je da bi delo temeljilo na moralnem in manj na materialnem vzgibu. Guevara je bil večni idealist in utopist. Znova in znova je v svojih govorih ponavljal, da je to »generacija žrtev in žrtvovanja«. Med drugim Guevara ni nikoli skušal prikriti svoje argentinske narave. Za Kubance je bil nekam hladen, popolnoma razumski, odmerjen v besedah in v kretnjah. Delal je vtis mirnega in blagega človeka in je redko dvigal glas, toda zato so bile njegove besede strastne in ostre. Njegove temno zelene oči v pravilnem obrazu, uokvirjenem z redko in nekoliko rdečkasto brado, pa so izžarevale vztrajnost in granitno trdnost prepričanja. Pri besednem izražanju je Che nasploh rad uporabljal slikovite stavke, nabite s čustvi.
Poleg tega je vodil strog centralizem pri planiranju in vodenju gospodarstva, tako da je imelo vsako ministrstvo svoje organe vse do pokrajine in mesta, in so neposredno iz Havane vodili tovarne in upravljali z gospodarstvom.
Mnoge ideje za katere se je Che Guevara z vsemi silami boril, kljub temu da je doživel tudi mnogo razočaranj, so vse do danes ostale temelj kubanske ekonomske misli in prakse – še posebej vstrajanje pri moralnem faktorju mobilizacije množic in proizvodnje ter določeni gospodarski centralizem.
Guevarova življenjska tema, izven delavnika v gospodarstvu, pa je bila vedno Latinska Amerika. Kuba kot simbolni in dejanski zgled za Latinsko Ameriko, da bi se latinskoameriški narodi z bojem osvobodili imperialistične nadvlade. Andi naj bi po njegovem postali Sierra Maestra vse Latinske Amerike.
Toda na daljši rok je kakor v začaranem krogu, iz katerega ni izhoda, prav ta kubanska politika »izvoza revolucije« bila istočasno, ko se je borila proti ZDA, glavni argument ameriške diplomacije za politični pritisk in osamitev Kube. Posebno, ker je v tistih krogih latinskoameriških držav, ki oblikujejo javno mnenje, splahnela podpora Castru, ker se med drugim njegove gospodarske reforme niso izkazale za preveč rentabilne. V tem času je bila tudi ustanovljena komunistična partija Kube in Guevara je bil postavljen za enega izmed njenih prvih voditeljev.

### Odhod s Kube
Ernesto se za vse to ni kaj prida menil in se je kmalu odpravil iz Kube na druga bojišča, kjer je hotel preizkusiti ideje, ki so v njem dozorele na Sierra Maestri. Kubo je njegov odhod pretresel, ker je takrat predstavljal »tretjega človeka«, takoj za bratoma Castro.
Che je leta 1965 izginil iz politične scene kar za nekaj mesecev in vsi so se spraševali, kaj se dogaja. Vedelo se je samo, da je prišlo do nekaj nesoglasij med Castrom in njim. Oktobra istega leta je prišlo do težko pričakovanega razpleta, ko je Guevara poslal Fidelu dramatično pismo, katerega je le ta javno prebral na zborovanju v navzočnosti najvišjih kubanskih voditeljev, Guevarovih tovarišev. V njem je Che razglasil svoj odhod iz Kube, se poslovil ter napovedal možnost smrti v bližnjih bojih.
Njegova družina je bila trdna in srečna. Che je bil oženjen s Kubanko, ki jo je ljubil. Ko se je njegova »kolona osem« prebijala skozi pokrajino Escambray proti Santa Clari in zmagi revolucije, je Guevara srečal Aleido March, ki je bila veselo, nasmejano, požrtvovalno in privlačno dekle. Domačinka s tropsko feminilnostjo in gverilskim duhom. Takoj po končani vojni za Kubo se je leta 1959 ločil od Hilde in se junija oženil z Aleido. Z njo je imel dva sina in hčer. Najstarejšemu sinu sta dala ime Camilo, po Guevarovem prijatelju iz gverile, s katerim sta skupaj zmagoslavno vkorakala v Havano. Za družino je imel malo časa, skrival je nežnost in ni utegnil opraviti vsega. Otroci so se hranili kakor vsi drugi na Kubi, imeli so samo nujno obleko. Vsa družina je živela skromno, ker ni želel, da bi jih obremenjevanje z materialnimi dobrinami odvračalo od dela. Aleida se je včasih pošalila, da je Chejeva edina žena revolucija. Ko je bil doma se je vračal k starim konjičkom in se tako ukvarjal s šahom in matematiko. Che je sam opisal osebno življenje z naslednjimi besedami: »Voditelji revolucije imajo otroke, ki pri momljanju prvih besed ne omenjajo očetovega imena, ker ga ne vidijo, imajo žene, ki morajo biti del njihove žrtve za uspeh revolucije, a okvir prijateljev je strogo usklajen z okvirom tovarišev v revoluciji.« Bil je torej asket, za katerega ni bilo življenja izven revolucije. 
Ob razglasitvi svojega odhoda, je brez omahovanja zapustil tudi družino in tudi to je zapisal v znamenitem poslovilnem pismu, ob branju katerega je Aleida March že točila tihe solze v črnini, ker se je zavedala da to pomeni začetek njene vdovelosti. Trpela je, vendar je vedela da je sklep dokončen in da je Che gotovo imel močne razloge, da je tako ravnal. Najmočnejši razlog je bil vsekakor prepričanje, da bo osebno širil latinskoameriško revolucijo. 
Prav gotovo pa je bil prav tako usoden za njegov odhod razkol v pogledih med njim in Fidelom. V političnih zadevah si nista bila namreč tako blizu kot na bojišču. Guevara je s svojo idealistično zaletavostjo praktično uničil temelje kubanskega gospodarstva, česar se je kasneje tudi očitno zavedel, ker je med vrsticami omenjal, da v določenih trenutkih ni dovolj veroval v Castra in ni dovolj razumel njegovih sposobnosti voditelja, ki je stal na trdnih tleh. Poleg različnih pogledov v gospodarstvu je bila še ena globoka prelomnica: nesoglasje glede odgovora na povabilo KP Sovjetske zveze, pomladi 1965. Istočasno je namreč prispelo tudi ostro pismo iz KP Kitajske, ki je hotela Kubo odvrniti od udeležbe na tem svetovnem kongresu nekaterih komunističnih partij. Castrova politika je vztrajala pri tem, da se Kuba ne bi smela opredeliti glede spora med Moskvo in Pekingom, vsaj ne javno, ker bi tak razkol socialistov revolucionarnemu boju v Latinski Ameriki samo škodil in še olajšal delo ZDA. Castro in Che sta vztrajala pri avtonomnosti in neodvisnosti poosameznih komunističnih enot, ter še vedno zagovarjala idejo o gverilskem boju kot edinem pravem in primernem za zagotovljen uspeh. Mnogi predstavniki ostalih KP latinskoameriških držav niso bili takega mnenja. Našli so kompromis v sklepu, da so vse metode revolucionarnega boja enako koristne, da je v nekaterih deželah primeren tudi oborožen, gverilski tip boja in pa tudi, da mora vsaka partija, brez vmešavanja od zunaj, sama določiti svojo politiko, taktiko ter vrsto akcij v skladu z razmerami v svoji deželi. Takoj za tem je Castro dobil povabilo iz Moskve na svetovno posvetovanje, ki ga je tokrat sprejel in začelo se je obdobje kubansko-kitajskega zaostrovanja. Kitajska je odrekla pomoč Kubi v primeru napada in Castro je, da mi malo pomiril duhove, poslal v Peking Guevaro, ki pa ga Mao Ce Tung ni hotel niti sprejeti. Ljudska republika Kitajska je potem tudi zmanjšala odkup sladkorja, kar je Kubo naknadno ošibilo. Che je vedel, da so bile politične karte odigrane.
V tistih mesecih je bil Guevara v Afriki, kjer je hotel utrditi kubansko navezo z državami tega kontinenta. Medtem ko je bil Raul Castro z delegacijo na posvetu v Moskvi, je Ernesto na seminarju za afroazijsko solidarnost v Alžiru kritiziral socialistične države zaradi njihovega odnosa do dežel v razvoju. Poudaril je da bi morale vse socialistične države hipoma in radikalno pretrgati kakršnekoli stike z ZDA. Izrekel je prenekatero težko besedo prav v trenutku, ko je ZSSR obilno pomagala Kubi, ko so se odnosi med kitajsko in Havano zaostrovali. Uvidel je, da lahko idejno ostane blizu Castru, le če se odmakne daleč na Ande in spet postane guerillero. Šel je v negotovost, trdno odločen da uspe ali umre.

### Smrt
Celi dve leti je nato trajal lov na Cheja. Agenti CIE so skušali ugotoviti kam se je zatekel in ga onemogočiti. Bali so se ga namreč zaradi njegovih idej in akcije, ki jo je razglašal in opravljal. CIA je bila mnenja, da bi bila njegova likvidacija za radikalne revolucionarne tokove v Latinski Ameriki kot hladen tuš, ki bi jih za nekaj časa umiril. Vojaško-obveščevalno omrežje na »zelenem kontinentu« je po učni uri na Sierra Maestri postalo zelo gosto in trdno. Kljub različnim ameriškim ukrepom se je izkušenemu Guevari uspelo ogniti vsem pastem in priti v Bolivijo, kjer je organiziral gverilsko skupino. Toda krog ameriškega obveščevalnega aparata se je vendarle vedno bolj ožal.
Bolivija naj bi nudila največ možnosti za akcije, ker je bila levica v tej deželi razbita in neenotna in Che je mislil, da bi se lahko začel proces novega zbiranja najtrdnejših revolucionarnih sil okrog gverile, ki bi bila njihovo jedro in opora. Menil je, da je Bolivija tako razočarana, da je ne bo težko dvigniti na noge in k orožju. Poleg tega pa leži prav v srcu kontinenta in bi bila idealna pozicija za nadaljnje širjenje revolucionarnega ognja.
Ni popolnoma jasno kdaj in kako je Guevara prišel v Bolivijo. Vse ostale priprave so bile podobne tistim, ki jih je izkusil kot član Castrove ekspedicije na Kubo. Zbral je skupino ljudi in jih uril za gverilski boj na nekem odmaknjenem posestvu na jugu države. Odšli so na dolg pohod, da bi si na najbolj neprehodnem območju uredili postojanko in navezali stike z lokalnimi zavezniki.
Sovražnik mu je bil vedno bolj za petami. Njegova zadnja postaja je bila majhna, skrita in pozabljena vas Igueras, kjer so ga Američani 9. oktobra 1967 izsledili in ubili. Vse do svoje smrti je nosil v sebi globoko ukoreninjeno in neomajno revolucionarno vero. Tudi, ko se je dobro zavedal, da je obkoljen iz vseh strani s stokrat močnejšo vojsko, je dan pred smrtjo v svoj dnevnik zapisal: »Danes, 7. oktobra, je minilo enajst mesecev naše gverilske organizacije brez zapletov«. Vse do zadnjega je trdno verjel v zmago, ne glede na okoliščine. In ta njegova trmoglavost, zaletavost in idealistična revolucionarna vera, ki so ga doslej vedno gnale naprej, so ga tokrat ustavile in pahnile v smrt. Usodnega dne se je v tem odročnem kraju sprožila bitka, v kateri je bil Che ranjen, kasneje pa ubit po ukazu bolivijske soldateske. Vojaška šefa Barrientos in Ovando sta namreč sklenila, da je treba Guevaro tajno ustreliti, svetu sporočiti, da je podlegel ranam, njegovo truplo sežgati in pokopati v največji tajnosti nekje na robu mesteca Valle Grande, da ne bi nihče vedel, kje leži pokopan veliki revolucionar in guerillero, da ne bi njegov grob postal sveti kraj za latinskoameriške upornike.
Zakaj je Che na svoji kapi vedno nosil belo zvezdo ni čisto jasno. Razlog pa je morda v njegovem argentinskem izvoru. Tako sonce kot bela barva sta prisotna na argentinski zastavi in grbu. Kot vemo, svojega argentinskega porekla ni zanikal nikoli v življenju. Tako se je ločil od drugih tovarišev po tem, da se že v principu ni boril za lastno domovino, ampak mu je bilo bolj pomembno boriti se za lastno idejo, pa čeprav kot tujec v tuji državi. Poleg tega je v veliko kulturah bela barva tudi barva čistosti, popolnosti, razsvetljenja, kakršne so prav gotovo lastnosti njegovih idej. Indijansko pleme Majev, o katerem je Che prav gotovo kaj vedel, glede na to da se je celo življenje potikal tam naokoli in da je veliko bral, pa je imelo belo za barvo zdravja. In je simbolizirala torej tudi njegovo prvotno ljubezen: medicino.

## Kritike
Levičarski skrajneži danes predvsem častijo Che Guevaro, kar je ohranila tudi Kuba. Kasnejši kritični analitiki so osvetlili tudi vidike krutosti v Che Guevarinih metodah. Študije, ki obravnavajo problematične značilnosti njegovega življenja, so navedle njegovo zločinsko nesočutno ravnanje s soborci med različnimi gverilskimi kampanjami in njegovo pogosto ponižanje tistih, ki so ga označevali za manjvrednega. Čeprav je veliko nasprotovanja Che Guevarinim metodam, negativne kritike prihajajo ne samo s politične desnice, ampak tudi od skupin, kot so anarhisti, trockisti, kritiki, učenjaki, strokovnjaki in civilni libertarci, ki menijo, da je bil Che Guevara protidelavski stalinist, katerega zapuščina je bila ustvarjanje najbolj brutalnega totalitarnega režima. Veliko ljudi ga označuje tudi za zločinca in terorista, pripisana pa mu je tudi velika odgovornost za mučenje in smrt od več tisoč do več milijonov ljudi. Krivijo ga tudi za propad kubanskega gospodarstva. Zagovorniki so tudi teoretizirali, da so imele v večjem delu Latinske Amerike revolucije, ki jih je sprožil Che Guevara, praktičen rezultat krepitve brutalnega militarizma za več let.    